# Alby gård
Alby gård est la plus ancienne ferme de l'ile de Jeløya dans la municipalité de  Moss du comté d'Østfold, en Norvège.

## Historique

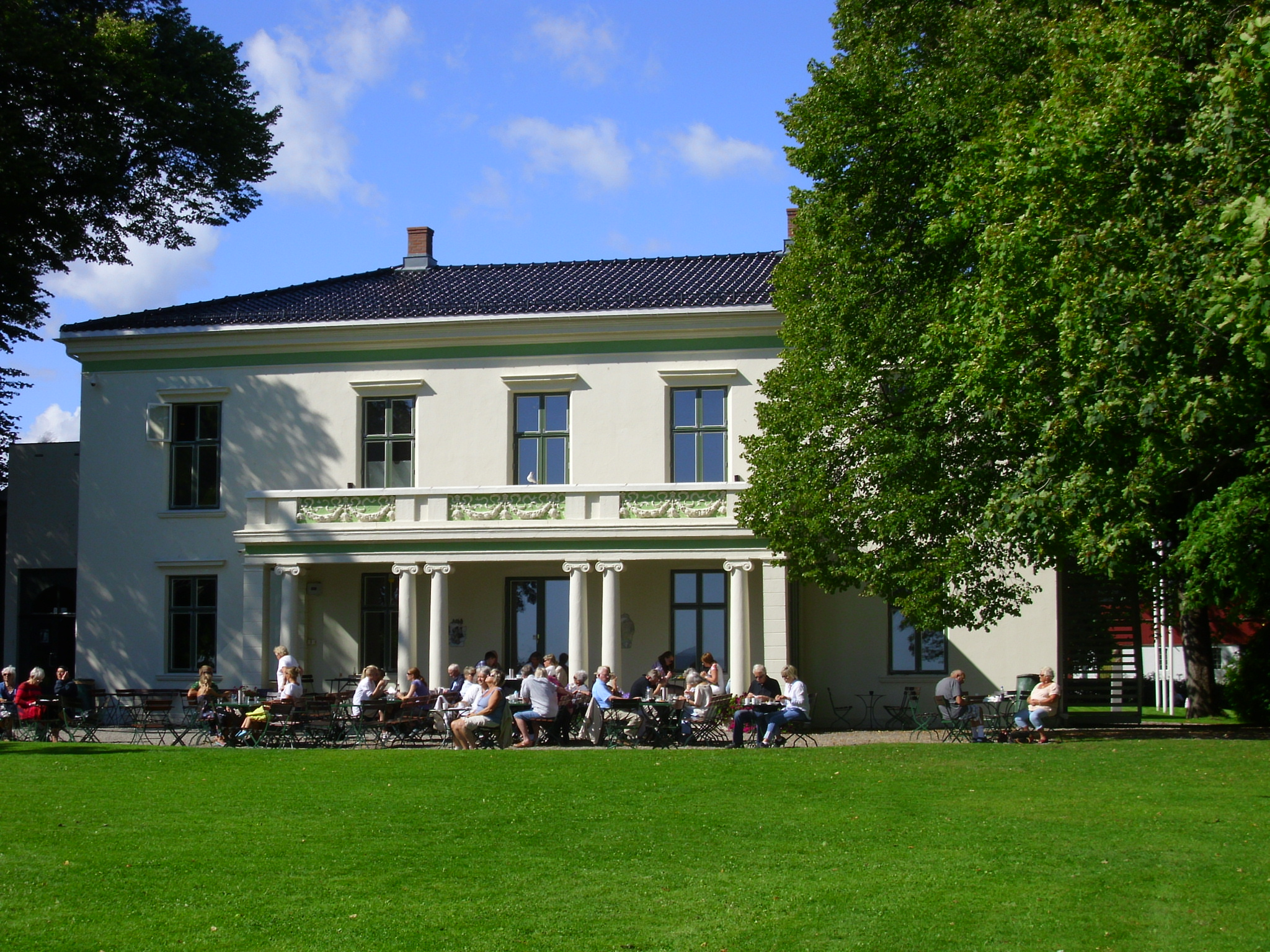
Galleri F15

La ferme remonte au début de l'ère viking. Le bâtiment principal a reçu sa forme actuelle après un incendie en 1866, et en 1963 la municipalité a acheté la ferme du dernier propriétaire privé, l'armateur Biørn Biørnstad. Aujourd'hui, Galleri F 15 loue le bâtiment principal comme Galerie d'art de promotion de l'Art contemporain. Le stabburet peut être utilisé par le gouverneur du comté en tant que Jeløy Naturhus, et le terrain peut être loué.
Jeløya est également une zone spéciale avec une nature unique. La Zone de conservation du paysage de Søndre Jeløy a été créée en 1983 et contribue à préserver la caractéristique historique du paysage.

### Parc

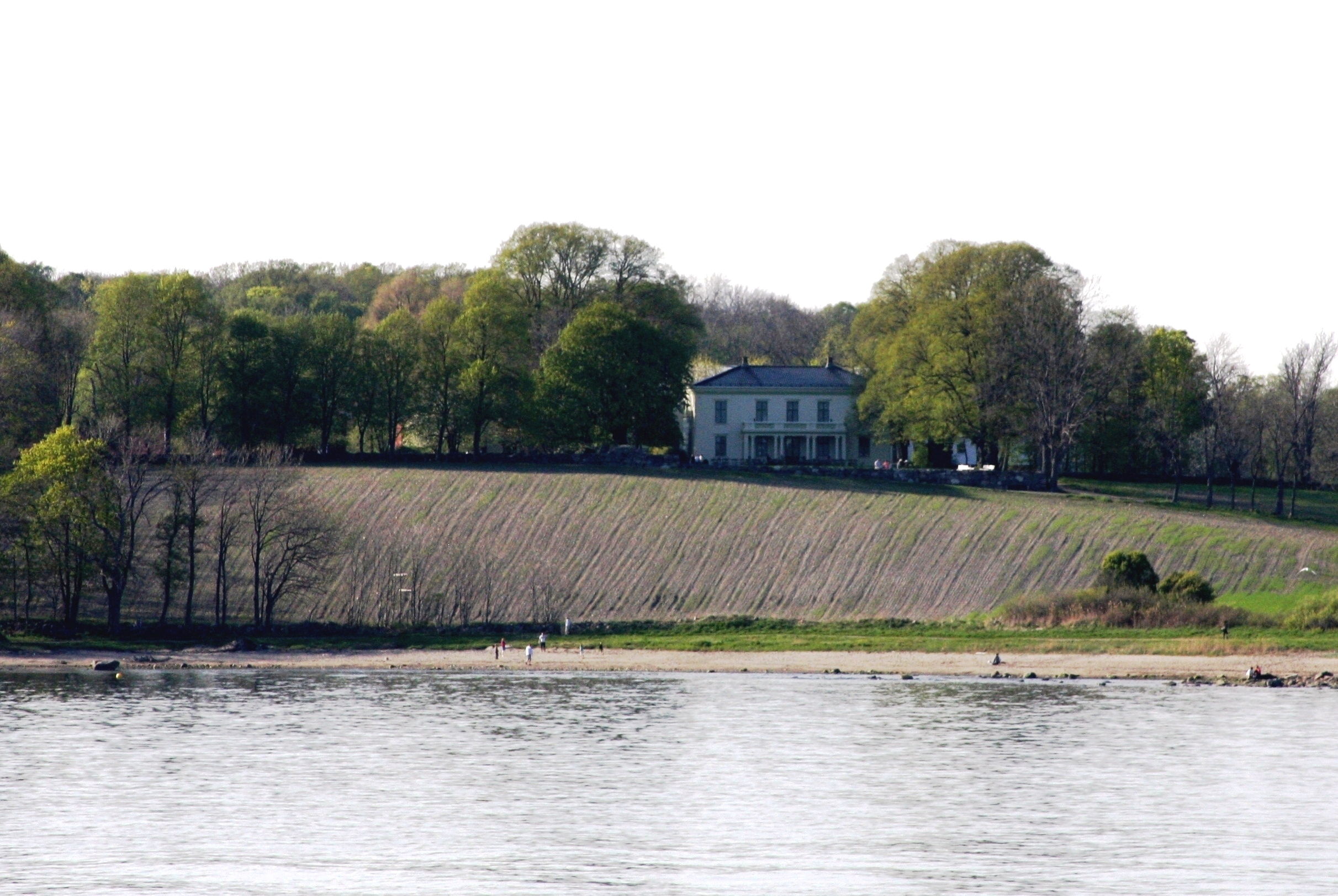
Parc d'Alby

Le parc d'Alby se compose d'une pelouse avec des arbres fruitiers et des acacias. Le parc est conçu de manière que les visiteurs aient l'impression d'être à la plage en ayant un champ caché en dessous qui se situe entre le parc et la mer.

### Zone de randonnée
La forêt qui se trouve près d'Alby est une zone de randonnée populaire. Il y a des chemins qui rendent la zone facilement accessible. Les chemins sont également pour les handicapés. 
Dans la forêt, Rødsåsen (réserve naturelle de Rødsåsen) est l'endroit où les gens peuvent voir Holmenkollen du Tremplin de saut à ski par temps clair.